# Peter Husty
Peter Martin Husty (* 1964 in Salzburg) ist ein österreichischer Kunsthistoriker und Chefkurator des Salzburg Museums.

## Leben und Wirken
Peter Husty studierte in Salzburg Kunstgeschichte, Alte Geschichte und Archäologie. Ein Auslandssemester absolvierte er an der Universität Regensburg. Seine Magisterarbeit über den Regensburger Schotten Bernard Stuart schrieb er bei Ulrich Nefzger (1989).
1990 wurde er freier Mitarbeiter am Salzburger Museum Carolino-Augusteum (heute Salzburg Museum). Ab 1998 wirkte er im Salzburger Barockmuseum als Museumspädagoge und im Bereich PR/Kommunikation. 2001 wurde er Leiter der Abteilung „Skulptur und Plastik“ und Leiter der Abteilung „Malerei bis 1800“ des Museum Carolino-Augusteum.
Seit 2005 ist er Chefkurator des Salzburg Museums und Leiter der Neuen Residenz, zusätzlich verantwortlich für den gesamten Leihverkehr.
Husty ist Vater von drei Kindern.

## Funktionen und Mitgliedschaften
- Ausschussmitglied im Salzburger Museumsverein
- 2. Obmann-Stellvertreter im  Verein „Freunde der Salzburger Geschichte“[3]
- Vorstandsmitglied im Tennengauer Kunstkreis[4]
- Mitglied des Kunstraums und Bildungsraums Bildungshaus St. Virgil
- Leiter der Kultur.Werkstatt Oberalm[5]
- Leiter der Arbeitsgruppe im österreichischen astronomischen Verein[6]

## Veröffentlichungen
- Pater Bernard Stuart (1706–1755). Ein Salzburger Hofarchitekt und die Aufgaben seiner Zeit. Diplomarbeit, Salzburg 1989.
- Salzburger Kulturschätze. Dokumentation zum zwanzigjährigen Bestand des „Komitees für Salzburger Kulturschätze“. 17. Ergänzungsband der Mitteilungen der Gesellschaft für Salzburger Landeskunde. Eigenverlag der Gesellschaft, Salzburg 1998.
- mit Regina Kaltenbrunner: Denkmäler an Salzburgs Straßen. Land Salzburg, Salzburg 1998. ISBN 3-901343-51-2.
- Julius Leisching – ein durchaus moderner Museumsgestalter. In: Institut für Kunstgeschichte an der Universität Salzburg (Hrsg.): Das Wesen Österreichs ist nicht Zentrum, sondern Peripherie. Gedenkschrift für Hugo Rokyta (1912–1999), Salzburg 2002. ISBN 3-89919-002-5.
- mit Tanja Husty: Der Riss „zu dem neuen von Stein, und Khupfer gemachten tabernacul in die Universitäts khirchen“ – Zu einem Entwurf und zum Programm des Hochaltars der Kollegienkirche in Salzburg, in: Barockberichte 36/37, Salzburg 2004, S. 501–504.